# Lanyon Peak
Lanyon Peak är en bergstopp i Antarktis. Den ligger i Östantarktis. Nya Zeeland gör anspråk på området. Toppen på Lanyon Peak är 1 399 meter över havet.
Terrängen runt Lanyon Peak är varierad. Trakten är obefolkad. Det finns inga samhällen i närheten. 